# Summer Is Crazy
Summer is Crazy è un singolo di Alexia, pubblicato nel 1996.

## La canzone
È il secondo singolo di esordio della cantante e successivamente il secondo singolo promozionale del fortunato album Fan Club, pubblicato nel 1997. Il singolo fu reso disponibile anche per il Brasile.
Vengono fatte tre riedizioni dell'album, tra cui una destinata al mercato americano.

## Il videoclip
Alexia registra anche il suo primo videoclip con questo brano che viene immediatamente trasmesso da MTV e da altre emittenti musicali europee. Il video mostra la cantante in un'atmosfera cupa, minacciosa e provocatoria, infatti l'artista appare alle prese con un rasoio da barba intenta a tagliarsi la gola per dimostrare le pazzie che si possono fare per amore.

## Tracce
1. Summer is Crazy (Radio Mix)
2. Summer is Crazy (Night Fly Mix)
3. Summer is Crazy (Blue Mix)
4. Summer is Crazy (Classic Euro Mix)

## Classifiche
| Classifiche (1996) | Posizione massima |
| ------------------ | ----------------- |
| Austria            | 36                |
| Belgio (Fiandre)   | 22                |
| Finlandia          | 3                 |
| Francia            | 31                |
| Italia             | 1                 |
| Spagna             | 2                 |
| Svizzera           | 25                |

## Edizioni
- Summer is Crazy (Italian Edition)
- Summer is Crazy (Mix Edition)
- Summer is Crazy (Remix Edition)